# Brocēni
Brocēni (del alemán: Berghof) es una villa situada en el sur de Letonia a lo largo del río Ciecere en la municipalidad de Brocēni. La ciudad está cerca del lago Ciecere, el cual contiene un importante depósito de caliza usada en la manufactura del cemento. Durante la Segunda Guerra Mundial se construyó una fábrica de cemento y pizarra en la población. Es la casa del equipo de fútbol Starts Brocēni.
- Datos: Q840836
- Multimedia: Brocēni / Q840836